# مفترض الطاعه
در بحث‌های کلامی پیرامون امامت و ولایت در شیعه، مُفْتَرَض الطاعه (به معنی کسی که اطاعت او واجب شده‌است) مقامی‌است که برای امام در نظر گرفته می‌شود.
این مقام جدای از مقام نبوت و رسالت است که دربارهٔ دریافت وحی و ابلاغ آن به مردم‌اند. شیعیان بر این باورند که اطاعت پیامبر عین اطاعت خداست و چیزی غیر از آن و جدا از آن نیست. برای این مطلب استناد به آیاتی مانند آیهٔ ۸۰ سورهٔ نسا می‌شود: «هر که پیامبر را اطاعت کند در حقیقت خدا را اطاعت کرده» و احادیثی مانند حدیث منزلت. شیخ مفید و شیخ صدوق مفهوم امامت الاهی را داشتن مقام امر و نهی یا همان فرض الطاعه می‌دانند و مجلسی آن را لازمهٔ امامت می‌داند.